# Ecliptopera subnubila
Ecliptopera subnubila es una especie de polilla de la familia Geometridae. La especie fue descrita por primera vez por Louis Beethoven Prout en 1940 con distribución en la India. El holotipo de la especie fue descrita al norte de la región de Indostán.